# Майская классическая гонка — Люблин (женская)
Майская классическая гонка — Люблин (пол. Majowy Wyscig Klasyczny - Lublin) — шоссейная однодневная велогонка, проходившая по территории Польши с 2004 по 2008 год.

## История
Впервые гонка прошла в 2004 году в рамках национального календаря. Следующие издание состоялось через четыре года, в 2008 году уже в рамках Женского мирового шоссейного календаря UCI. Оба издания гонки проводились в начале мая.
Маршрут гонки проходил в окрестностях города Люблин, административного центра Люблинское воеводство. Протяжённость дистанции составляла меньше 100 км.

## Призёры
| Год  | Победитель       | Второй           | Третий             |
| ---- | ---------------- | ---------------- | ------------------ |
| 2004 | Агнешка Петр     | Наталья Боярская | Малгожата Высоцкая |
| 2008 | Джоанна Игнасиак | Агнешка Петр     | Паулина Рычек      |